# Eremophila galeata
Eremophila galeata är en flenörtsväxtart som beskrevs av Chinnock. Eremophila galeata ingår i släktet Eremophila och familjen flenörtsväxter. Inga underarter finns listade i Catalogue of Life.